# Sinularia frondosa
Sinularia frondosa is een zachte koraalsoort uit de familie Alcyoniidae. De koraalsoort komt uit het geslacht Sinularia. Sinularia frondosa werd in 1978 voor het eerst wetenschappelijk beschreven door Verseveldt. 